# Grand Prix Cycliste la Marseillaise 2017
Il Grand Prix Cycliste la Marseillaise 2017, trentottesima edizione della corsa, valevole come evento dell'UCI Europe Tour 2017 e come prima prova della Coppa di Francia categoria 1.1, si svolse il 29 gennaio 2017 su un percorso di 146 km, con partenza e arrivo a Marsiglia, in Francia. La vittoria fu appannaggio del francese Arthur Vichot, che completò il percorso in 3h45'43", alla media di 38,810 km/h, precedendo i connazionali Maxime Bouet e Lilian Calmejane.
Sul traguardo di Marsiglia 108 ciclisti, su 127 partiti dalla medesima località, portarono a termine la competizione.

## Squadre e corridori partecipanti
| N.    | Cod. | Squadra                      |
| ----- | ---- | ---------------------------- |
| 1-8   | FDJ  | FDJ                          |
| 11-18 | ALM  | AG2R La Mondiale             |
| 21-28 | LTS  | Lotto-Soudal                 |
| 31-38 | COF  | Cofidis                      |
| 41-48 | DMP  | Delko-Marseille Provence-KTM |
| 51-58 | FVC  | Fortuneo-Vital Concept       |
| 61-68 | DEN  | Direct Énergie               |
| 71-78 | TSV  | Sport Vlaanderen-Baloise     |

| N.      | Cod. | Squadra                      |
| ------- | ---- | ---------------------------- |
| 81-88   | WIL  | Vérandas Willems-Crelan      |
| 91-98   | WGG  | Wanty-Groupe Gobert          |
| 101-108 | WVA  | WB Veranclassic Aqua Protect |
| 111-118 | ADT  | Armée de Terre               |
| 121-128 | AUB  | HP BTP-Auber 93              |
| 131-138 | RLM  | Roubaix-Lille Métropole      |
| 141-148 | TRA  | Roth-Akros                   |
| 151-158 | SKT  | An Post-ChainReaction        |

## Ordine d'arrivo (Top 10)
| Pos. | Corridore        | Squadra    | Tempo    |
| ---- | ---------------- | ---------- | -------- |
| 1    | Arthur Vichot    | FDJ        | 3h45'43" |
| 2    | Maxime Bouet     | Fortuneo   | s.t.     |
| 3    | Lilian Calmejane | Direct     | s.t.     |
| 4    | Julien El Fares  | Delko-Mar. | s.t.     |
| 5    | Tony Gallopin    | Lotto      | s.t.     |
| 6    | Mikaël Cherel    | AG2R       | s.t.     |
| 7    | Mauro Finetto    | Delko-Mar. | s.t.     |
| 8    | Hubert Dupont    | AG2R       | s.t.     |
| 9    | Thibaut Pinot    | FDJ        | a 6"     |
| 10   | Samuel Dumoulin  | AG2R       | a 34"    |